# Мелитопольская детская железная дорога

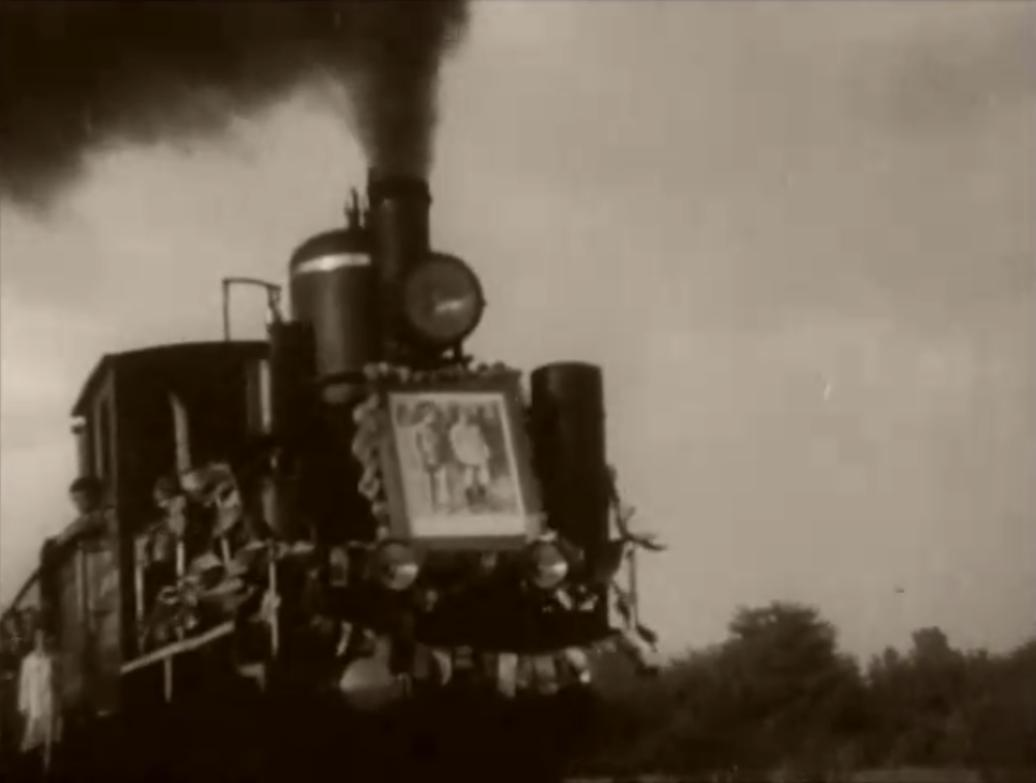
Открытие Мелитопольской детской железной дороги

Мелитопольская детская железная дорога имени Лазаря Кагановича — детская железная дорога, которая работала в Мелитополе в предвоенные годы. Она кольцом охватывала парк им. Горького, который тогда носил имя Лазаря Кагановича. На детской железной дороге было две станции, имени Павлика Морозова и Пионерская, и паровозо-вагонное депо. Вероятно, железная дорога была разрушена в Великую Отечественную войну и после этого не восстанавливалась.

## История
Вероятно, строительство деткой железной дороги началось в 1935 году и продлилось полтора года. Руководил работами один из сотрудников Малой Сталинской (ныне Днепропетровской) детской железной дороги Леонид Иванович Гринюк.
Дорога была торжественно открыта 6 сентября (по другим данным 2 мая) 1937 года, в присутствии наркома путей сообщения Лазаря Кагановича, машиниста-стахановца Петра Кривоноса, композитора Д. Я. Покрасса и киноартиста Н. А. Крючкова.
В начале Великой Отечественной войны дорога закрылась, а уже 6 октября 1941 года Мелитополь был оккупирован немцами. Предположительно, детская железная дорога была разрушена за годы оккупации и после войны не восстанавливалась.

## Инфраструктура
Кольцевой путь был проложен по периметру парка. Его протяжённость оценивается в 2,5-3,2 км.
Станция имени Павлика Морозова находилась в районе улицы Шмидта, имела 2 пути и одноэтажный вокзал.
Станция Пионерская находилась на месте нынешней Гимназии № 10. Она имела один путь и ответвление в депо, находящееся внутри кольца.

## Подвижной состав
Паровоз И-32 Коломенского завода 1905 года постройки был подарен к открытию дороги лично наркомом Кагановичем. В конце 1930-х годов паровозы этого типа уже не удовлетворяли возросшим потребностям промышленных узкоколеек и всё чаще передавались детским железным дорогам.
Шесть двухосных пассажирских вагонов были построены по проекту Днепропетровского вагоноремонтного завода. Точно такие же вагоны использовались на Днепропетровской ДЖД.

## Современность
В конце 1960-х — начале 1970-х годов над одноэтажными боковыми крыльями здания вокзала станции Пионерской надстроили второй этаж, и теперь здесь размещается гимназия № 10. Рядом ещё можно найти остатки фундамента локомотивного депо.
Станция имени Павлика Морозова была полностью разрушена при застройке улицы Шмидта.
А на месте железнодорожных путей ещё в 1980-е годы можно было найти куски рельсов, выступающие из земли.